# Ernst Lerch
Ernst Lerch (Klagenfurt, 19 november 1914 - Klagenfurt, 1997) was een prominente Oostenrijkse nazi met de rang van SS-Sturmbannführer die een grote rol heeft gehad bij de vernietiging van Joden gedurende de Holocaust.
Als adjudant van Odilo Globocnik, de leider van Aktion Reinhard, was Lerch de contactpersoon tussen het hoofdkwartier van Aktion Reinhard in Lublin en het Reichssicherheitshauptamt in Berlijn. Gedurende de rechtszaak tegen de voormalige Gestapo-chef van Lublin werd verklaard dat Lerch persoonlijk toezicht heeft gehouden bij de liquidatie van duizenden Joden uit het getto van Lublin in het nabij de stad gelegen bos van Krepiec.
Na de overgave van de Duitse troepen in Italië, waarheen Lerch in september 1943 was overgeplaatst, vluchtte hij naar de hem zeer bekende streek Karinthië. Hier werd hij op 31 mei 1945 door een Engelse eenheid gevangengenomen nabij de Weissensee. Tijdens zijn gevangenschap in Wolfsberg wist hij echter te ontsnappen en bracht hij enige jaren als voortvluchtige door. Uiteindelijk kwam het tot een rechtszaak in 1960 in Wiesbaden waar Lerch tot twee jaar gevangenisstraf werd veroordeeld. Na zijn straf was Lerch jarenlang eigenaar van een café in Klagenfurt.

## Militaire loopbaan
- Untersturmführer: 9 september 1936
- Obersturmführer: 9 november 1937
- Hauptsturmführer: 12 maart 1939
- Sturmbannführer: 21 juli 1942

## Registratienummers
- NSDAP-nr.: 1.327.396 (lid geworden  1 december 1932)
- SS-nr.: 309.700 (lid geworden 1 maart 1934)